# Studio Display
Studio Display是蘋果公司於2022年3月18日發售的27英寸顯示器。該公司在2022年3月9日的Apple Event上宣佈將推出Studio Display與Mac Studio。

## 概述
自2016年Apple Thunderbolt Display停产以來，Studio Display是苹果首款非其他品牌的消费型顯示器。
Studio Display配備27吋5K Retina（5120×2880，218ppi）顯示器，擁有超過1470萬像素；配備600尼特亮度，並支援P3寬廣色域及超過十億種顏色及原色调（不支持HDR）；支援「嘿Siri」的六揚聲器音響系統，同時備有空間音訊效果；採用全螢幕設計，窄邊框配上全鋁金屬機身。
Studio Display有Apple  A13 SoC处理器推动前置镜头及扬声器。1200万超廣角前置镜头具備首次于iPad Pro（第五代）推出的「人物置中」功能。
Studio Display配備座架，讓用户可以將顯示器後傾最多30度，亦提供配備可調斜度和高度的座架選擇。另外，VESA掛架連接器亦可供選擇，方便將顯示器轉至橫向或縱向模式，更靈活易用。採用原色調技術，會自動調整顯示器的色溫，配合環境改變，觀賞體驗倍感自然。
Studio Display的機背有一個Thunderbolt 43埠（USB-C接頭規格）與三個USB-C埠。Thunderbolt 3與電腦連接以顯示畫面及充電（可为MacBook提供高达96W），雖然Mac與PC平台皆可連接使用，但一些軟件功能只支援Mac。三個USB-C埠可用於充電（可为MacBook提供高达96W）或同步。

## 兼容性
Studio Display兼容所有支持Thunderbolt 3/4及运行macOS Monterey 12.3的Mac：
- MacBook Pro：2016或更新
- MacBook Air：2018或更新
- Mac mini：2018或更新
- iMac：2017或更新
- iMac Pro
- Mac Pro：2019或更新
- Mac Studio

Studio Display可與支持DisplayPort的其他系統（包括Windows PC）同用，但只有受支持的Mac才能使用顯示輸出以外的功能
Studio Display也支持以下运行iPadOS 15.4的iPad：
- iPad Pro（第三代）或更新
- iPad Air（第五代）